# أول رجل (فلم)
أول رجل (بالإنجليزية: First Man) هو فيلم دراما وسيرة من إخراج داميان تشازل وكتابة جوش سينجر سنة 2018، مقتبس عن كتاب أول رجل: حياة نيل أ. أرمسترونغ لجيمس ر. هانسن. الفيلم من بطولة رايان غوسلينغ بدور نيل آرمسترونغ، ويشاركه التمثيل كلير فوي وكوري ستول وكايل تشاندلر وجيسون كلارك وكريستوفر آبوت. العمل يصور السنوات التي سبقت مهمة أبولو 11 في عام 1969.
حظي أول رجل بعرضه الأول في مهرجان البندقية السينمائي بتاريخ 29 أغسطس 2018. ثم صدر في الولايات المتحدة بتاريخ 12 أكتوبر 2018، بواسطة يونيفرسال بيكشرز. تلقى الفيلم إشادة كبيرة من النقاد، الذين مدحوا أداء راين غوسلينغ وكلير فوي، والحس الإخراجي لداميان تشازل وواقعية الفيلم.
على الرغم من استقباله النقدي الإيجابي، والممثلين البارزين وطاقم العمل، وميزانية الإنتاج البالغة 59 مليون دولار، كان الفيلم يعتبر خيبة أمل في شباك التذاكر، حيث بلغ إجمالي أرباحه 105 ملايين دولار في جميع أنحاء العالم. حصل على العديد من الجوائز، بما في ذلك ترشيحان في حفل توزيع جوائز الغولدن غلوب السادس والسبعون (الفوز بجائزة أفضل موسيقى تصويرية)، وعشرة ترشيحات في حفل جائزة اختيار النقاد للأفلام الرابع والعشرين (الفوز بجائزة أفضل مونتاج وأفضل موسيقى)، وسبعة ترشيحات في حفل توزيع جوائز الأكاديمية البريطانية للأفلام الثاني والسبعيم، وأربعة ترشيحات في حفل توزيع جوائز الأوسكار الحادي والتسعون (الفوز بجائزة أفضل تأثيرات بصرية).

## القصة
يلقي الفيلم نظرة على قصة حياة نيل أرمسترونج رائد الفضاء الشهير، الذي يعدّ هو أول إنسان يسير على سطح القمر، في 20 يوليو 1969.

## طاقم التمثيل
- رايان غوسلينغ بدور نيل آرمسترونغ، رائد الفضاء الذي أصبح أول إنسان يمشي على سطح القمر خلال مهمة أبولو 11.
- كلير فوي بدور جانيت شيرون، زوجة آرمسترونغ الأولى.
- كوري ستول بدور بز ألدرن، رائد الفضاء الذي أصبح ثاني إنسان يمشي على سطح القمر خلال مهمة أبولو 11.
- كايل تشاندلر بدور ديك سلايتون، طيار من الحرب العالمية الثانية ومهندس طيران وطيار اختباري، اختير ليكون ضمن مجموعة رواد الفضاء المعروف ب"ميركري سيفن"، وأصبح لاحقاً أول رئيس لمكتب رواد الفضاء في وكالة ناسا.
- جيسون كلارك as إدوارد هيغنز وايت، أول أمريكي يشمي في الفضاء. لقي مصرعه خلال اختبار ما قبل الإطلاق لـ أبولو 1.
- شيا ويجهام بدور غوس غريسوم، أحد رواد ميركري سيفن. لقي مصرعه خلال اختبار ما قبل الإطلاق لأول مهمة أبولو مأهولة.
- كريستوفر آبوت بدور ديفيد سكوت، الذي خدم كطيار لبعثة جمناي 8 وسار لاحقاً على القمر كجزء من أبولو 15 .
- برايان جيمس بدور جوزف ووكر، طيار أختباري أصبح سابع رجل في الفضاء بعد أن طار إلى هناك باستخدام نورث أمريكان إكس-15.
- بابلو شرايبر بدور جيم لوفل، قائد أبولو 13، وهو الأول من بين ثلاثة أشخاص فقط طاروا إلى القمر مرتين، والوحيد الذس سافر إلى هناك مرتين دون أن يهبط على سطح. وهو أيضا أول شخص يطير في الفضاء أربع مرات.

## الإنتاج

### التطوير
في أوائل عام 2003، اشترى الممثل والمخرج كلينت إيستوود وعمال الإنتاج في استوديو وارنر برذرز حقوق الفيلم. كان إيستوود قد أخرج في السابق وقام ببطولة فيلم رعاة بقر في الفضاء لعام 2000، على الرغم من أنه ذكر أنه من المحتمل ألا يظهر على الكاميرا في فيلم أول رجل.
تولت كل من يونيفرسال بيكشرز ودريم ووركس في النهاية مشروع أول رجل في منتصف عام 2010. داميان تشازل، الذي تلقى إشادة من النقاد لعمله في فيلم ويبلاش لعام 2014، وقع على إنتاج الفيلم في ذلك العام، وظّف جوش سينجر لإعادة كتابة السيناريو الحالي. انضم جوسلينج، الذي لعب دور البطولة في فيلم لا لا لاند للمخرج داميان تشازل لعام 2016، لتصوير أرمسترون في نوفمبر 2015، وتم التعاقد مع هانسن للمشاركة في إنتاج الفيلم بسبب دوره كمؤلف الكتاب. كما أنتج ويك جودفري ومارتي بوين الفيلم من خلال (Temple Hill Entertainment)، مع بدء الإنتاج المسبق في مارس 2017. كان الممثل جون بيرنثال في الأصل مرتبطًا بالمشروع ومثّل دور ديفيد سكوت، ولكن اضطر إلى ترك الإنتاج عندما عانت ابنته من مرض خطير. تم استخدام (أنظمة PIX) للمساعدة في إنتاج هذا الفيلم.

### التصوير
بدأ التصوير الرئيسي في أتلانتا، في نوفمبر 2017. اختار داميان تشازل والمصور السينمائي لينوس ساندجرين تصوير الفيلم بثلاثة تنسيقات مختلفة: (Super 16mm) و(35mm Techniscope) و(Super 35 3-perf) و(IMAX 70mm). تم استخدام تنسيق 16 ملم في معظم المشاهد التي تحدث داخل المركبة الفضائية، مع استخدام 35 ملم للمشاهد التي تحدث في منزل أرمسترونج وحول منشأة ناسا.
تم إطلاق الفيلم دون استخدام الشاشة الخضراء. بدلاً من ذلك، تم استخدام شاشات LED تصل إلى 10 أمتار. هذه الصور المسقطة تحاكي السطح الخارجي للمركبة الفضائية، الأرض والفضاء. بجانب الشاشات، تم بناء العديد من أجهزة المحاكاة، يتوافق كل منها مع مركبة فضائية. تمت برمجتها لتتحرك متزامنة مع صور شاشات LED الكروية التي يمكن رؤيتها من خلال النوافذ. اختار تشازل هذه التقنية لأنها سمحت للممثلين بالمشاركة في هذا الدور؛ بدلاً من رؤية شاشة خضراء، رأوا البيئة الخارجية معاد إنشاؤها بمؤثرات بصرية. تم استخدام النموذج المصغر للعديد من اللقطات الخارجية للمركبة الفضائية.
لإعادة إنشاء منزل أرمسترونج، قام طاقم الإنتاج ببناء نسخة طبق الأصل منه في قطعة أرض فارغة. تم إعادة إنشاء سطح القمر من خلال بناء مجموعة في محجر فولكان في أتلانتا. صوّر تشازل هذه التسلسلات في الليل، مستخدمًا ضوءًا مخصصًا بقدرة 200.000 واط لتكرار تأثير ضوء الشمس على السطح. لمحاكاة الجاذبية المنخفضة على سطح القمر، تم إنشاء نظام موازنة معايرة للجهات الفاعلة. تم تعيين مؤرخ ناسا كريستيان جيلزر، بالإضافة إلى رواد الفضاء ألان بين وألفريد وردن، كمستشارين تقنيين.

### المؤثرات البصرية
خدم بول لامبرت كمشرف المؤثرات البصرية الرئيسية. تم توفير التأثيرات المرئية للفيلم بواسطة شركة دوبل نيكاتبف (DNEG). لإنشاء الصور التي سيتم عرضها على شاشات LED، تم استخدام (Terragen)، وهو برنامج لتوليد المناظر. بالإضافة إلى ذلك، تم استخدام لقطات أرشيفية مثل تلك الخاصة بإطلاق أبولو، والتي عثرت عليها دوبل نيكاتبف في مخزون عسكري 70 ملم لم يتم رؤيته من قبل. ثم تم تتقيح هذه اللقطات وتمديدها على كل جانب من الإطار. اعتقد تشازل أنه من المهم أن تكون المشاهد الفضائية في الفيلم مطابقة لما يعرفه الناس من اللقطات التاريخية، واستخدام اللقطات التاريخية نفسها جعل هذا ممكنًا.

## روابط خارجية
- مقالات تستعمل روابط فنية بلا صلة مع ويكي بيانات
- الموقع الرسمي

لا توجد روابط لمواقع التواصل الاجتماعي.